# Адам (дем Лъгадина)
Вижте пояснителната страница за други значения на Адам.
Адам или Адам кьой (на гръцки: Αδάμ) е село в Гърция, част от дем Лъгадина (Лангадас) в област Централна Македония със 781 жители (2001).

## География
Адам е разположено в центъра на северната част на Халкидическия полуостров в северните склонове на планината Хортач (Хортиатис), на около 50 km източно от Солун, на 13 km южно от националния път Солун-Кавала.

## История

### Средновековие
Археологически обекти от праисторията и от римската епоха има открити в местността Адамиотиса, южно от селото, в местността Тумба Мелиса, на 800 m северно от селото и в мястото Тихос (Стена) в местността Валта, на четири километра източно от селото.
Край селото е византийският параклис от IX век „Свети Пантелеймон“. Южно от Адам край едноименното аязмо също има средновековен параклис „Света Параскева“, а до него възрожденски със същото име. „Света Троица“ също е средновековен храм. На няколко метра южно от извора Света Параскева са запазени останки от едната арка на акведукт от XIX век, който е снабдявал с вода чешмите в селото. От тези чешми е запазена само една в Горната махала.

### В Османската империя
Селото се споменава за пръв път се споменава за първи път при преброяване в XV век като тимар на Чауш Хизир, което в 1449 година е дадено на Вардар Салих Факих. През XV и XVI век е споменавано като християнско селище Адхам, Адам, Адемкьой, Адамкьой. Селото на Адам, без обаче да е сигурно, че е същото селище, е споменато в Acta на светогорския манастир Дионисиат през 1503/4 година и на Ксенофонт през 1321 година. През XVII – XVIII век селото е част от въглищарските села със смесено население в нахия Пазаргия. В 1861/1862 селото е записано като чисто християнско с общо 80 къщи.
Църквата „Света Параскева“ е от 1836 година. Александър Синве ("Les Grecs de l’Empire Ottoman. Etude Statistique et Ethnographique"), който се основава на гръцки данни, в 1878 година пише, че в Адам (Adam), Ардамерска епархия, живеят 1200 гърци.
Към 1900 година според статистиката на Васил Кънчов („Македония. Етнография и статистика“) в Адамъ Кьой живеят 900 жители гърци християни.
По данни на секретаря на Българската екзархия Димитър Мишев („La Macédoine et sa Population Chrétienne“) в 1905 година в Адемкьой (Adem-Keuy) има 940 жители гърци и в селото работи гръцко училище.

### В Гърция
След Междусъюзническата война в 1913 година Адам попада в Гърция. До 2011 година селото е част от дем Калиндия на ном Солун. В 1920 година община Адам се състои от селата Адам, Софулар, Гирен и Кари гьол.
В старото каменно училище, построено в 1900 година на централния площад, днес има Музей на старогръцките, византийските и поствизантийските музикални инструменти. Сградата е паметник на културата. В махалите на Адам могат да се видят много красиви къщи, като Папатикудевата на общинския път, Заховата, построена в края на XIX век на ъглов парцел до централния площад, Андрианудевата от втората половина на XIX век в дъното на тесен парцел, без да се вижда от пътя, Гизелевата от първите години на XX век, близо до „Света Параскева“, основното училище в югоизточната част на селото, построено в 30-те години на XX век.

## Личности
Родени в Адам
- Евангелос Калудис (Ευάγγελος Καλλούδης), Нестор Димитриу (Νέστωρ Δημητρίου) и Константинос Хадзис (Κωνσταντίνος Χατζής), гръцки андартски дейци, епитропи на гръцкото училище[9]